# Solid State Records
La Solid State Records è un'etichetta discografica posseduta dalla Tooth & Nail Records, che a sua volta fa parte della EMI. Fondata da Brandon Ebel nel 1997, l'etichetta si occupa principalmente di scritturare band cristiane, ma al contrario della Tooth & Nail Records si occupa principalmente di musica metal e post-hardcore.

## Artisti
- Advent
- As They Sleep
- The Ascendicate
- August Burns Red
- Becoming the Archetype
- Demon Hunter
- The Famine
- Fit for a King
- Haste the Day
- Inhale Exhale
- Life in Your Way
- Living Sacrifice
- MyChildren MyBride
- Oh, Sleeper
- The Showdown
- Soul Embraced
- To Speak of Wolves
- Thad Jones/Mel Lewis Orchestra
- Trenches
- Underoath